# كيسي هايوارد
كيسي هايوارد (بالإنجليزية: Casey Hayward)‏ هو لاعب كرة قدم أمريكية أمريكي، ولد في 9 سبتمبر 1989 في بيري في الولايات المتحدة.

## وصلات خارجية
- كيسي هايوارد على موقع إي إس بي إن.كوم (أن.أف.أل)3
- كيسي هايوارد على موقع مرجع كرة القدم المحترفة.كوم (الإنجليزية)
- كيسي هايوارد على موقع كلية كرة القدم في سبورتس رفرنس.كوم (الإنجليزية)